# Wahlenbergia
Wahlenbergia ist eine Pflanzengattung in der Familie der Glockenblumengewächse (Campanulaceae). Die etwa 260 Arten kommen hauptsächlich auf der Südhalbkugel (circumaustral) vor. Der Gattungsname ehrt den schwedischen Arzt und Botaniker Göran Wahlenberg (1780–1851). Eine früher in diese Gattung gestellte europäische Art, das Efeu-Moorglöckchen, wird heute in die Gattung Hesperocodon gestellt.

## Beschreibung

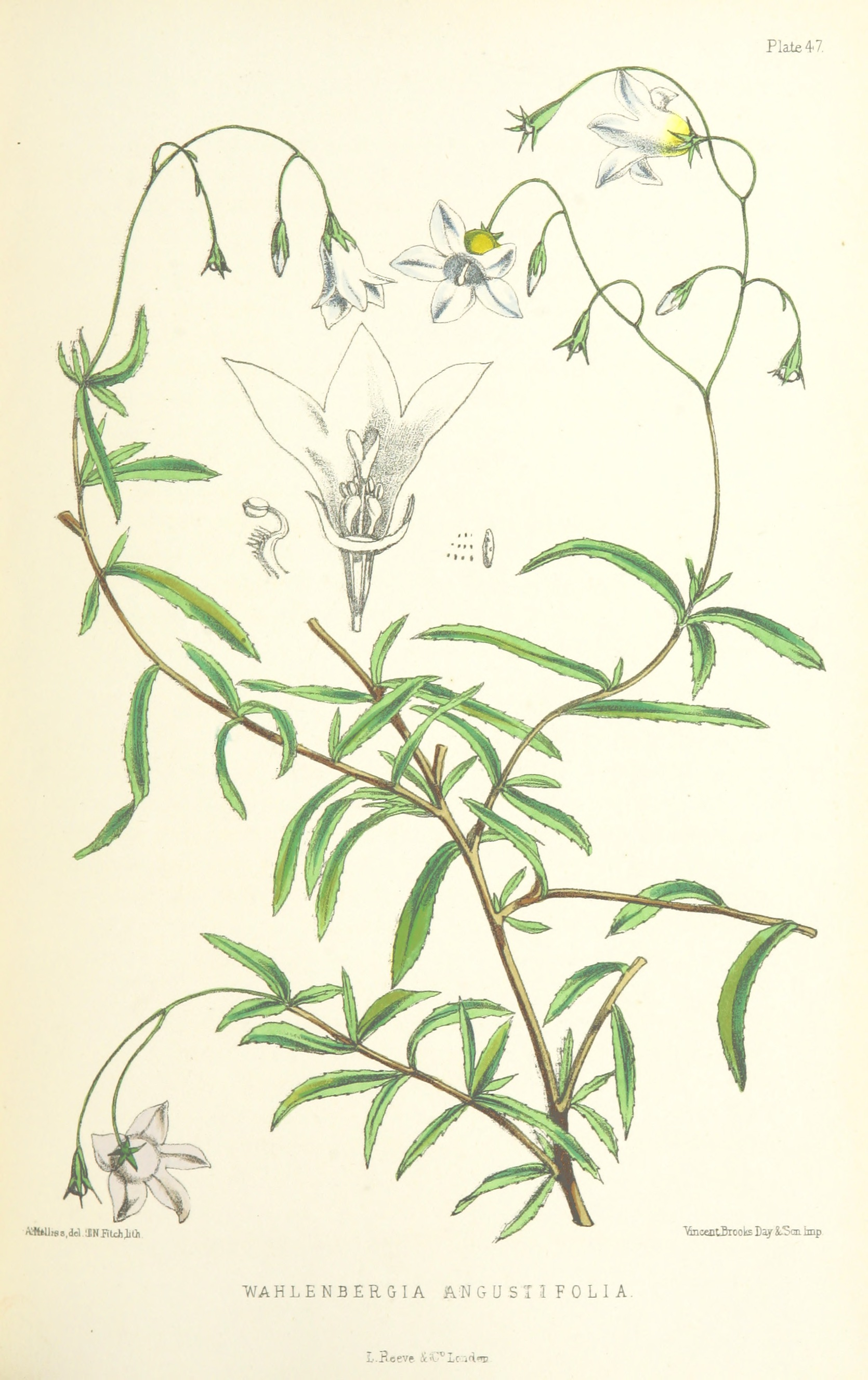
Illustration von Wahlenbergia angustifolia

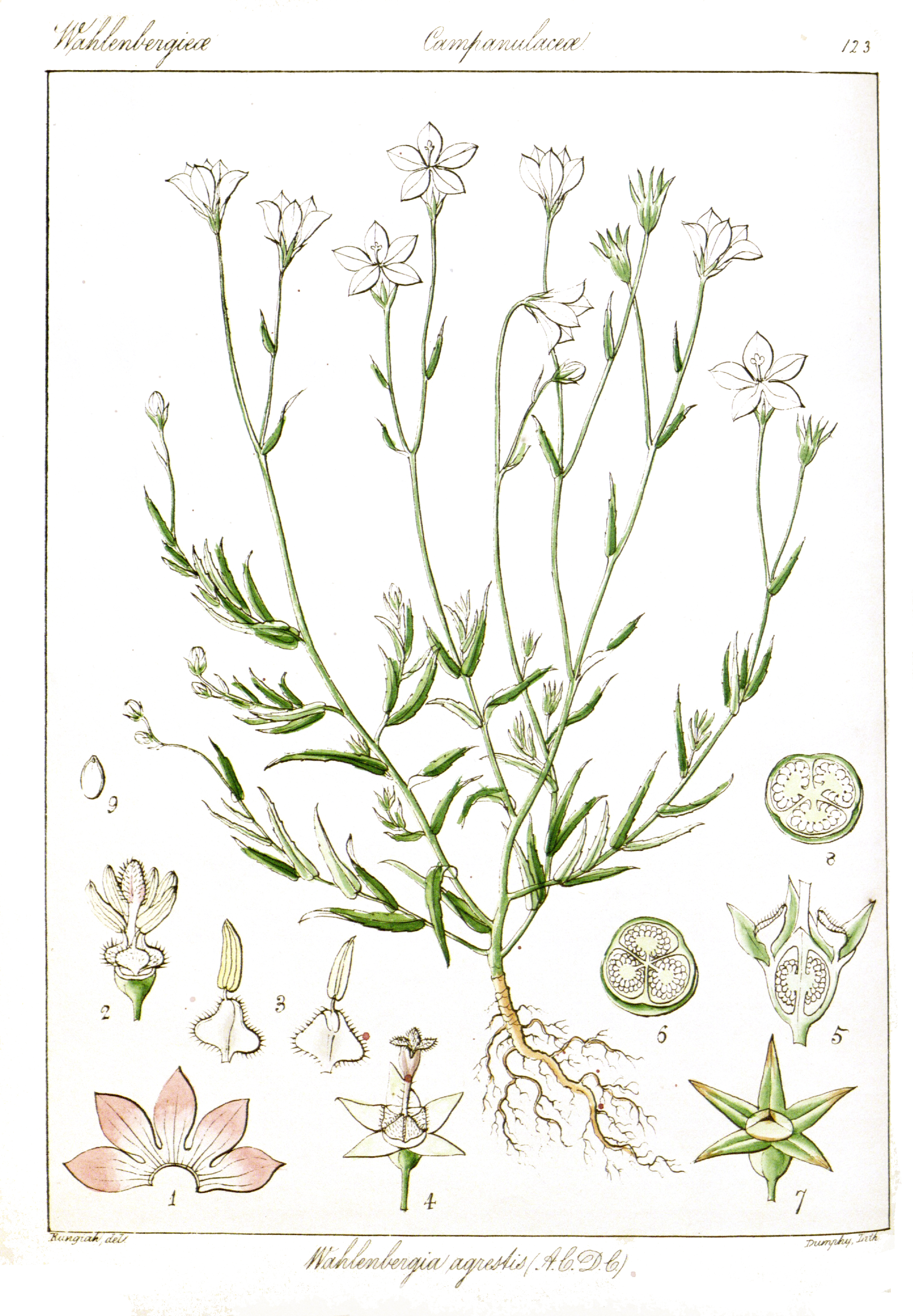
Illustration von Wahlenbergia marginata

### Erscheinungsbild und Blätter
Wahlenbergia-Arten sind einjährige bis ausdauernde krautige Pflanzen, Halbsträucher oder Sträucher. Sie bilden Pfahlwurzeln und manchmal auch ausgebreitete Rhizome. Die stielrunden Sprossachsen sind selbständig aufrecht oder aufsteigend.
Die meist wechselständig, manchmal gegenständig gelegentlich wirtelig an der Sprossachse verteilt, oft in einer basalen Rosette angeordneten Laubblätter sind meist mehr oder weniger sitzend. Selten sind die Laubblätter heidekrautartig schuppig. Je höher die Laubblätter an der Sprossachse stehen, umso kleiner sind sie. Die Blattränder besitzen kleine Zähnchen.

### Blütenstände, Blüten und Früchte
Die gestielten oder sitzenden Blüten stehen einzeln in den Blattachseln oder in end- oder seitenständigen in thyrsenförmigen, rispigen oder büscheligen Blütenständen. Sehr selten werden die Blüten von Hüllblättern umgeben.

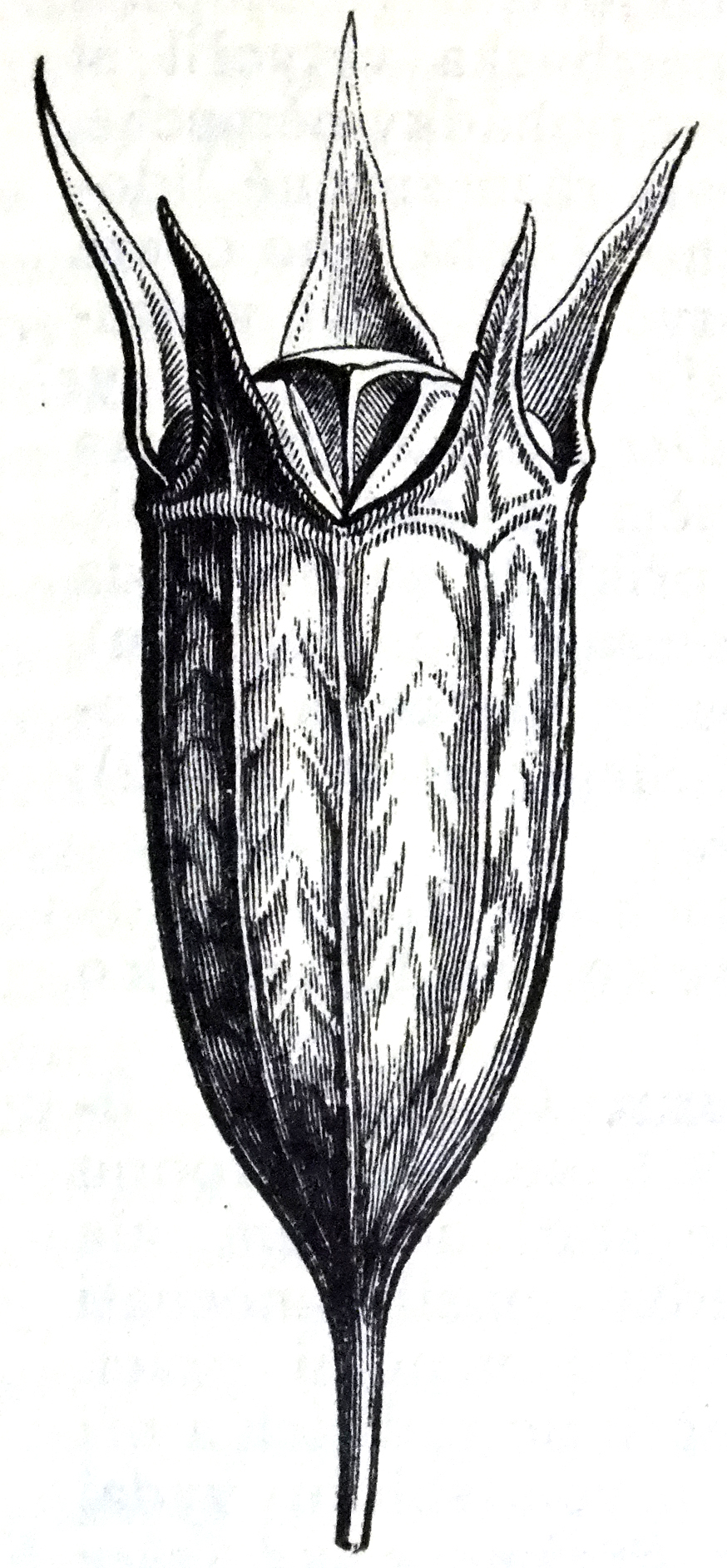
Illustration einer Wahlenbergia-Kapselfrucht mit Fruchtklappen, die sich nur am oberen Ende zu Schlitzen öffnet

Die kleinen bis mittelgroßen, zwittrigen Blüten sind radiärsymmetrisch und fünfzählig mit doppelter Blütenhülle. Der Kelch ist meist fünfzählig, kann jedoch auch drei-, vier- oder sechszählig sein. Die Krone ist glockenförmig oder trichterförmig, seltener röhrenförmig, urnenförmig oder radförmig. Die Farben der Kronblätter sind meist blau oder weiß, seltener rosafarben. Die meist fünf (drei bis sieben) Kronlappen sind deutlich kürzer bis deutlich länger als die Kronröhre. Die bewimperten Staubfäden der meist fünf (selten drei oder vier) Staubblätter stehen frei und getrennt voneinander, an der Basis sind sie verbreitert. Die zusammengeneigten Staubbeutel verwelken, bevor sich die Blüten öffnen (Proterandrie). Die Pollenkörner besitzen meist drei (zwei bis fünf) Keimporen und sind stachelig. Der meist unterständige und nur selten oberständige Fruchtknoten ist zwei- bis fünffächrig. Jedes Fruchtknotenfach enthält wenige bis viele Samenanlagen. Der obere Bereich des Griffels besitzt Haare zur sekundären Pollenpräsentation.
An den Früchten ist oft der haltbare Kelch und manchmal auch die haltbaren Staubfäden noch vorhanden. Die lokuliziden (fachspaltigen), zwei- bis fünffächrigen Kapselfrüchte öffnen sich nur am oberen Ende mit zwei bis fünf Schlitzen.

## Systematik und Verbreitung
Die Gattung Wahlenbergia wurde 1821 in Novae Plantarum Species, S, 399 aufgestellt. Synonyme für Wahlenbergia Schrad. ex Roth nom. cons. sind: Cervicina Delile nom. rej., Lightfootia L'Hér. nom. illeg., Valvinterlobus Dulac nom. superfl., Ireon Scop. nom. illeg., Schultesia Roth nom. illeg., Aikinia Salisb. ex Fourr. nom. illeg., Cephalostigma A.DC., Hecale Raf., Petalostima Raf., Campanulopsis Zoll. & Moritzi, Streleskia Hook. f., Campanuloides A.DC., Campanopsis (R.Br.) Kuntze.
Lightfootia L'Hér. wurde zwar im Januar 1789 mit den nötigen Informationen veröffentlicht, ist aber ein Homonym zu Lightfootia Sw. (Juni–Juli 1788 veröffentlicht). Die letztere Gattung ist heute ein Synonym von Xylosma G.Forst. in der Familie Salicaceae.
Das Hauptverbreitungsgebiet der Wahlenbergia-Arten liegt auf der Südhalbkugel (circumaustral). In Australien kommen 30 Arten vor. Das Zentrum der Artenvielfalt ist mit etwa 167 Arten Südafrika. Auf Madagaskar kommen etwa 11 Arten, auf den Juan-Fernández-Inseln 5 Arten vor.
Bis 2014 wurde das in Westeuropa verbreitete Efeu-Moorglöckchen als Wahlenbergia hederacea in diese Gattung gestellt. Bei genetischen Analysen stellte sich aber 2011 heraus, dass es mit den anderen Arten der Gattung nicht näher verwandt ist, sondern eher in die Nähe der Sandrapunzeln (Jasione) zu stellen ist. 2014 wurde die Art dann in eine eigene Gattung Hesperocodon transferiert.
| - Wahlenbergia abyssinica (Hochst. ex A.Rich.) Thulin: Es gibt zwei Unterarten. Sie kommen von Eritrea bis ins südliche Afrika und auf Madagaskar vor. - Wahlenbergia acaulis E.Mey. ex A.DC.: Sie kommt nur in der südafrikanischen Provinz Nordkap vor. - Wahlenbergia acicularis Brehmer: Sie kommt nur in der südafrikanischen Provinz KwaZulu-Natal vor. - Wahlenbergia acuminata Brehmer: Sie kommt nur in der südafrikanischen Provinz Westkap vor. - Wahlenbergia adamsonii Lammers: Dieser seltene Endemit kommt nur in Pakhuis und Cederbergen im Westkap vor. Es sind nur zwei Fundorte bekannt. Er gedeiht im Fynbos auf flachen Standorten von Sandsteinhängen nur oberhalb von 1700 Metern. Diese hochgelegenen Standorte wurden 2006 als nicht bedroht bewertet. - Wahlenbergia adpressa (L. f.) Sond.: Sie kommt nur in der südafrikanischen Provinz Westkap vor. - Wahlenbergia akaroa J.A.Petterson: Sie kommt auf der Südinsel Neuseelands vor. - Wahlenbergia albens (Spreng. ex A.DC.) Lammers: Sie ist in Lesotho und den südafrikanischen Provinzen Free State, Nord-, West- sowie Ostkap verbreitet. - Wahlenbergia albicaulis (Sond.) Lammers: Sie kommt nur in der südafrikanischen Provinz Nordkap vor. - Wahlenbergia albomarginata Hook.: Es gibt fünf Unterarten. Sie kommen auf der Südinsel Neuseelands vor. - Wahlenbergia androsacea A.DC.: Sie ist im südlichen Afrika von Simbabwe und Mosambik bis Botswana, Namibia und den südafrikanischen Provinzen Nord- sowie Ostkap verbreitet. - Wahlenbergia angustifolia (Roxb.) A.DC.: Sie kommt nur in der südafrikanischen Provinz Westkap vor. - Wahlenbergia annua (A.DC.) Thulin: Sie kommt in Angola vor. - Wahlenbergia annularis A.DC.: Sie ist von Namibia bis zu den südafrikanischen Provinzen Nord- sowie Westkap verbreitet. Sorten werden als Zierpflanzen verwendet. - Wahlenbergia annuliformis Brehmer: Sie kommt nur in der südafrikanischen Provinz Westkap vor. - Wahlenbergia appressifolia Hilliard & B.L.Burtt: Sie kommt in Lesotho und in der südafrikanischen Provinz KwaZulu-Natal vor. - Wahlenbergia asperifolia Brehmer: Sie kommt nur in der südafrikanischen Provinz Westkap vor. - Wahlenbergia arcta Thulin: Dieser Endemit kommt in Angola nur in Huíla vor. - Wahlenbergia aridicola P.J.Sm.: Sie kommt nur im südöstlichen Australien vor. - Wahlenbergia asparagoides (Adamson) Lammers: Sie kommt in den südafrikanischen Provinzen Nord- sowie Westkap vor. - Wahlenbergia asperifolia Brehmer: Sie kommt nur in der südafrikanischen Provinz Westkap vor. - Wahlenbergia axillaris (Sond.) Lammers: Sie kommt nur in der südafrikanischen Provinz Westkap vor. - Wahlenbergia banksiana A.DC.: Sie ist vom südlichen tropischen Afrika bis ins südliche Afrika (beispielsweise die südafrikanischen Provinzen Gauteng, KwaZulu-Natal, Limpopo, Mpumalanga, Nordwest) verbreitet. - Wahlenbergia berteroi Hook. & Arn.: Dieser Endemit kommt nur auf den Juan-Fernández-Inseln vor. - Wahlenbergia bolusiana Schltr. & Brehmer: Sie kommt nur in der südafrikanischen Provinz Westkap vor. - Wahlenbergia bowkeriae Sond.: Sie kommt nur in der südafrikanischen Provinz Ostkap vor. - Wahlenbergia brachiata (Adamson) Lammers: Sie kommt nur in der südafrikanischen Provinz Limpopo vor. - Wahlenbergia brachycarpa Schltr.: Sie kommt nur in der südafrikanischen Provinz Westkap vor. - Wahlenbergia brachyphylla (Adamson) Lammers: Dieser seltene Endemit kommt nur in Koue Bokkeveld in der südafrikanischen Provinz Westkap vor. Er gedeiht im Fynbos an felsigen Berghängen, gelegentlich auf Sand. Es sind nur zwei Fundorte bekannt; 2006 wurde bewertet, dass sie durch nichts bedroht sind. - Wahlenbergia brasiliensis Cham.: Sie kommt in Brasilien vor. - Wahlenbergia brehmeri Lammers: Es ist nur das Typusmaterial bekannt, das vor über 100 Jahren auf dem Tafelberg in der südafrikanischen Provinz Westkap gesammelt wurde. - Wahlenbergia brevisquamifolia Brehmer: Sie kommt nur in der südafrikanischen Provinz Mpumalanga vor. - Wahlenbergia buseriana Schltr. & Brehmer: Dieser seltene Endemit kommt nur Eksteenfontein im Nordkap vor. Sie gedeiht in der Sukkulenten-Karoo in Wanderdünen. Es sind nur fünf Fundorte im Namaqualand bekannt, aber 2008 vermutet man, dass sie nur nicht genügend gesammelt wurde. - Wahlenbergia calcarea (Adamson) Lammers: Sie kommt nur in der südafrikanischen Provinz Westkap vor. - Wahlenbergia calycina Schltdl. ex Griseb.: Sie kommt von Kolumbien bis Argentinien vor. - Wahlenbergia campanuloides (Delile) Vatke (Syn.: Cervicina campanuloides Delile, Wahlenbergia cervicina A.DC. nom. illeg., Wahlenbergia elongata (Willd.) Schrad. ex Roth, Wahlenbergia humifusa Markgr., Wahlenbergia bernardii Leredde): Sie ist vom Algerien über Libyen bis Ägypten, in Senegal und von Sambia bis ins südliche Afrika weitverbreitet; die südlichsten Fundorte liegen in der südafrikanischen Provinz Nordkap. - Wahlenbergia candolleana (Hiern) Thulin: Sie kommt in Angola vor. - Wahlenbergia candollei Tuyn: Sie kommt in Myanmar vor. - Wahlenbergia capensis (L.) A.DC.: Sie kommt in der südafrikanischen Provinz Westkap häufig vor. - Wahlenbergia capillacea (L. f.) A.DC.: Die zwei Unterarten sind von Kenia bis ins südliche Afrika weitverbreitet. - Wahlenbergia capillaris (Lodd.) G.Don (Syn.: Campanula capillaris G.Lodd., Wahlenbergia gracilis var. capillaris (R.Br.) A.DC., Wahlenbergia multicaulis var. dispar N.E.Br., Wahlenbergia communis Carolin): Sie kommt in Neuguinea und Australien vor. - Wahlenbergia capillata Brehmer: Sie kommt in den südafrikanischen Provinzen Free State sowie KwaZulu-Natal vor. - Wahlenbergia capillifolia E.Mey. ex Brehmer: Sie kommt nur in der südafrikanischen Provinz Ostkap vor. - Wahlenbergia capitata (Baker) Thulin: Sie kommt von Uganda bis ins südliche tropische Afrika vor. - Wahlenbergia cartilaginea Hook. f.: Sie kommt auf der Südinsel Neuseelands vor. - Wahlenbergia caryophylloides P.J.Sm.: Sie kommt im nördlichen Australien vor. - Wahlenbergia celata P.I.Forst.: Sie kommt im australischen Bundesstaat Queensland vor. - Wahlenbergia cephalodina Thulin: Sie kommt in Sambia vor. - Wahlenbergia ceracea Lothian: Sie kommt im südöstlichen Australien vor. - Wahlenbergia cerastioides Thulin: Sie kommt in Madagaskar vor. - Wahlenbergia cernua (Thunb.) A.DC. (Syn.: Wahlenbergia ciliolata A.DC.): Sie kommt nur in der südafrikanischen Provinz Westkap vor. - Wahlenbergia cinerea (L. f.) Lammers: Sie kommt in den südafrikanischen Provinzen Ost- sowie Westkap vor. - Wahlenbergia clavata Brehmer: Sie kommt nur in der südafrikanischen Provinz Ostkap vor. - Wahlenbergia clavatula Brehmer: Sie kommt nur in der südafrikanischen Provinz Westkap vor. - Wahlenbergia collomioides (A.DC.) Thulin: Sie kommt von der Zentralafrikanischen Republik bis ins südliche tropische Afrika vor. - Wahlenbergia compacta Brehmer: Sie kommt nur in der südafrikanischen Provinz Westkap vor. - Wahlenbergia confusa Merr. & L.M.Perry: Sie kommt in Neuguinea vor. - Wahlenbergia congesta (Cheeseman) N.E.Br.: Es gibt zwei Unterarten, die beide auf der Südinsel Neuseelands vorkommen. - Wahlenbergia congestifolia Brehmer: Sie ist in Lesotho und in den südafrikanischen Provinzen Ostkap sowie KwaZulu-Natal verbreitet. - Wahlenbergia constricta Brehmer.: Vor 1945 wurde drei Aufsammlungen im Olifants River-Tal und von Graafwater bis Redelinghuys im Westkap gemacht. 2008 stellte man die Vermutung an, dass auf Grund der starken Ausweitung der Landwirtschaft im Verbreitungsgebiet diese Art wohl stark gefährdet sein müsste, es liegen aber seit 1945 keine weiteren Funde vor. - Wahlenbergia cooperi Brehmer: Sie ist in Lesotho und in der südafrikanischen Provinz Ostkap verbreitet. - Wahlenbergia cordata (Adamson) Lammers: Sie kommt nur in der südafrikanischen Provinz Westkap vor. - Wahlenbergia costata A.DC.: Sie kommt nur in der südafrikanischen Provinz Nordkap vor. - Wahlenbergia cuspidata Brehmer (Syn.: Wahlenbergia dentifera Brehmer, Wahlenbergia furcata Brehmer): Sie gedeiht in Sommerregengebieten in den südafrikanischen Provinzen Free State, Ostkap sowie KwaZulu-Natal. - Wahlenbergia debilis H.Buek: Sie kommt nur in der südafrikanischen Provinz Westkap vor. - Wahlenbergia decipiens A.DC.: Sie kommt nur in der südafrikanischen Provinz Westkap vor. - Wahlenbergia densicaulis Brehmer: Sie kommt in Namibia vor. - Wahlenbergia densifolia Lothian: Sie kommt im südöstlichen Australien vor. - Wahlenbergia dentata Brehmer: Sie kommt nur in der südafrikanischen Provinz Ostkap vor. - Wahlenbergia denticulata (Burch.) A.DC.: Die zwei Varietäten sind von Kenia bis ins südliche Afrika weitverbreitet. - Wahlenbergia denudata A.DC.: Sie ist in den südafrikanischen Provinzen Ostkap sowie KwaZulu-Natal verbreitet. - Wahlenbergia depressa J.M.Wood & M.S.Evans: Sie ist in Lesotho und in den südafrikanischen Provinzen Free State sowie Gauteng verbreitet. - Wahlenbergia desmantha Lammers: Sie kommt nur in der südafrikanischen Provinz Westkap vor. - Wahlenbergia dichotoma A.DC. (Syn.: Wahlenbergia parviflora A.DC.): Sie kommt nur in der südafrikanischen Provinz Westkap vor. - Wahlenbergia dieterlenii (E.Phillips) Lammers: Sie ist in Lesotho und in den südafrikanischen Provinzen Free State, Gauteng sowie Nordwest verbreitet. - Wahlenbergia dilatata Brehmer: Sie kommt nur in der südafrikanischen Provinz Ostkap vor. - Wahlenbergia distincta Brehmer: Sie kommt nur in der südafrikanischen Provinz Westkap vor. - Wahlenbergia divergens A.DC.: Sie kommt nur in der südafrikanischen Provinz Nordkap vor. - Wahlenbergia doleritica Hilliard & B.L.Burtt: Von diesem Endemiten gibt es nur drei Herbarbelege, die in Bushman's Nek und Sehlabathebe in KwaZulu-Natal gesammelt wurden. Diese hoch gelegenen Fundorte in Grasländern in den Drakensbergen sind nicht bedroht. - Wahlenbergia dunantii A.DC.: Sie kommt nur in der südafrikanischen Provinz Westkap vor. - Wahlenbergia ecklonii H.Buek (Syn.: Wahlenbergia dregeana A.DC., Wahlenbergia macra Schltr. & Brehmer, Wahlenbergia swellendamensis H.Buek, Wahlenbergia turbinata A.DC.): Sie kommt nur in der südafrikanischen Provinz Ostkap vor. - Wahlenbergia effusa (Adamson) Lammers: Dieser Endemit wurde nur einmal gesammelt in den Langebergen im Westkap und 1955 erstbeschrieben. - Wahlenbergia epacridea Sond.: Sie ist in Eswatini und in den südafrikanischen Provinzen KwaZulu-Natal sowie Mpumalanga verbreitet. - Wahlenbergia erecta (Roth ex Schult.) Tuyn: Sie kommt von Eritrea bis ins südliche tropische Afrika, in Nigeria, von Indien bis Bangladesch und auf Sumatra vor. - Wahlenbergia ericoidella (P.A.Duvign. & Denaeyer) Thulin: Sie kommt in der Demokratischen Republik Kongo vor. - Wahlenbergia erophiloides Markgr.: Sie kommt in Namibia vor. - Wahlenbergia exilis A.DC.: Sie kommt nur in der südafrikanischen Provinz Westkap vor. - Wahlenbergia fasciculata Brehmer: Sie ist in Lesotho und in den südafrikanischen Provinzen Free State, KwaZulu-Natal sowie Ostkap verbreitet. - Wahlenbergia fernandeziana A.DC.: Dieser Endemit kommt nur auf den Juan-Fernández-Inseln vor. - Wahlenbergia filipes Brehmer: Sie kommt nur in der südafrikanischen Provinz Nordkap vor. - Wahlenbergia fistulosa Brehmer: Sie kommt nur in der südafrikanischen Provinz KwaZulu-Natal vor. - Wahlenbergia flexuosa (Hook. f. & Thomson) Thulin: Sie kommt vom tropischen Afrika bis zur südlichen Arabischen Halbinsel und im westlichen Indien vor. - Wahlenbergia floribunda Schltr. & Brehmer: Sie kommt nur in der südafrikanischen Provinz Nordkap vor. - Wahlenbergia fluminalis (J.M.Black) E.Wimm. ex H.Eichler: Sie kommt im östlichen und im südöstlichen Australien vor. - Wahlenbergia fruticosa Brehmer: Sie kommt nur in der südafrikanischen Provinz Westkap vor. - Wahlenbergia galpiniae Schltr.: Sie kommt nur in der südafrikanischen Provinz Ostkap vor. - Wahlenbergia glabra P.J.Sm.: Sie kommt im östlichen Australien vor. - Wahlenbergia glandulifera Brehmer: Sie kommt nur in der südafrikanischen Provinz KwaZulu-Natal vor. - Wahlenbergia globularis E.Wimm.: Sie kommt in Peru vor. - Wahlenbergia gloriosa Lothian: Sie kommt im südöstlichen Australien vor. - Wahlenbergia gracilenta Lothian: Sie kommt im südlichen Australien vor. - Wahlenbergia gracilis (G.Forst.) A.DC.: Sie kommt nur in der südafrikanischen Provinz Westkap vor. - Wahlenbergia grahamiae Hemsl.: Dieser Endemit kommt nur auf den Juan-Fernández-Inseln vor. - Wahlenbergia grandiflora Brehmer: Sie ist in den südafrikanischen Provinzen Ostkap, KwaZulu-Natal sowie Limpopo verbreitet. - Wahlenbergia graniticola Carolin: Sie kommt im östlichen und südöstlichen Australien vor. - Wahlenbergia hispidula (Thunb.) A.DC.: Sie kommt nur in der südafrikanischen Provinz Westkap vor. - Wahlenbergia hirsuta (Edgew.) Tuyn: Sie kommt vom südlichen und vom tropischen Afrika bis zum Himalaja vor. - Wahlenbergia hookeri (C.B.Clarke) Tuyn: Sie kommt von Kamerun bis ins westlichen Äthiopien und Tansania, von Indien bis ins südliche Yunnan und im östlichen Java vor. - Wahlenbergia humbertii Thulin: Sie kommt in Madagaskar vor. - Wahlenbergia huttonii (Sond.) Thulin: Sie ist von Burundi bis ins südliche Afrika (beispielsweise in den südafrikanischen Provinzen Ostkap, KwaZulu-Natal, Limpopo, Mpumalanga) verbreitet. - Wahlenbergia ingrata A.DC.: Sie kommt nur in der südafrikanischen Provinz Nordkap vor. - Wahlenbergia insulae-howei Lothian: Dieser Endemit kommt nur auf der Lord-Howe-Insel vor. - Wahlenbergia intermedia Zahlbr.: Sie kommt im brasilianischen Bundesstaat Minas Gerais vor. - Wahlenbergia islensis P.J.Sm.: Sie kommt in Queensland vor. - Wahlenbergia juncea (H.Buek) Lammers: Sie kommt nur in der südafrikanischen Provinz Ostkap vor. - Wahlenbergia kowiensis R.A.Dyer: Diese seltene Art gedeiht nur an der Küste zwischen Peddie und Alexandria im Ostkap. Es sind nur vier Fundorte bekannt, doch dürfte sie auch an anderen Stellen der Küste vorkommen. Küstenbereiche sind durch menschliche Aktivitäten beeinträchtigt, doch wurden die Fundorte dieser Art als intakt bewertet. Sie gedeiht im „Küsten-Thornveld“ und Grasland auf sandigen Böden in Höhenlagen von 30 bis 200 Metern. - Wahlenbergia krebsii Cham.: Die zwei Unterarten sind von Bioko bis Äthiopien und im südlichen Afrika verbreitet. - Wahlenbergia lasiocarpa Schltr. & Brehmer: Sie kommt nur in der südafrikanischen Provinz Nordkap vor. - Wahlenbergia laxiflora (Sond.) Lammers: Sie kommt nur in der südafrikanischen Provinz Ostkap vor. - Wahlenbergia levynsiae Lammers: Dieser Endemit kommt nur von Agulhas bis Stilbaai im Westkap vor. Er ist nur von zwei Fundorten bekannt. Er gedeiht auf einer Kalksteinebene. Auf der Agulhas-Ebene sind die Habitate fortlaufend bedroht. - Wahlenbergia linarioides (Lam.) A.DC.: Sie kommt von Ecuador bis ins südliche Südamerika vor. - Wahlenbergia linifolia (Roxb.) A.DC.: Dieser Endemit kommt nur auf der Insel St. Helena vor. - Wahlenbergia littoralis (Labill.) Sweet: Sie kommt im südöstlichen Australien vor. - Wahlenbergia littoricola P.J.Sm.: Sie kommt im südlichen Australien vor. - Wahlenbergia lobelioides (L. f.) Link: Es gibt drei Unterarten. Sie kommen vom Mittelmeerraum bis zur Arabischen Halbinsel und bis Kamerun und in Makaronesien vor. - Wahlenbergia lobata Brehmer: Sie kommt nur in der südafrikanischen Provinz Westkap vor. - Wahlenbergia lobulata Brehmer: Sie ist in Lesotho und in den südafrikanischen Provinzen KwaZulu-Natal sowie Ostkap verbreitet. - Wahlenbergia longifolia (A.DC.) Lammers: Es gibt zwei Varietäten nur in der südafrikanischen Provinz Westkap vor. - Wahlenbergia longisepala Brehmer: Sie kommt nur in der südafrikanischen Provinz Westkap vor. - Wahlenbergia longisquamifolia Brehmer: Sie kommt nur in der südafrikanischen Provinz Ostkap vor. - Wahlenbergia luteola P.J.Sm.: Sie kommt im südöstlichen Australien vor. - Wahlenbergia lycopodioides Schltr. & Brehmer: Sie ist in Lesotho und in den südafrikanischen Provinzen Free State, Gauteng, Limpopo, Mpumalanga, KwaZulu-Natal, Nordwest sowie Ostkap verbreitet. - Wahlenbergia macrostachys (A.DC.) Lammers: Sie kommt nur in der südafrikanischen Provinz Westkap vor. - Wahlenbergia maculata Brehmer: Sie kommt nur in der südafrikanischen Provinz Westkap vor. - Wahlenbergia madagascariensis A.DC. (Syn.: Wahlenbergia oppositifolia A.DC.): Sie ist vom südlichen tropischen bis ins südliche Afrika und auf Madagaskar weitverbreitet. In Südafrika kommt sie beispielsweise in den östlichen Provinzen Ostkap, KwaZulu-Natal, Limpopo sowie Mpumalanga vor. - Wahlenbergia magaliesbergensis Lammers: Sie ist in den nördlichen südafrikanischen Provinzen Gauteng, Limpopo, Mpumalanga sowie Nordwest verbreitet. - Wahlenbergia malaissei Thulin: Sie kommt in der Demokratischen Republik Kongo vor. - Wahlenbergia marginata (Thunb.) A.DC.: Sie kommt im tropischen und subtropischen Asien vor. - Wahlenbergia marunguensis Thulin: Sie kommt in der Demokratischen Republik Kongo vor. - Wahlenbergia masafuerae (Phil.) Skottsb.: Dieser Endemit kommt nur auf den Juan-Fernández-Inseln vor. - Wahlenbergia massonii A.DC.: Sie kommt nur in der südafrikanischen Provinz Westkap vor. - Wahlenbergia matthewsii Cockayne: Sie kommt auf der Südinsel Neuseelands vor. - Wahlenbergia melanops Goldblatt & J.C.Manning: Sie wurde 2015 aus der Provinz Westkap erstbeschrieben. - Wahlenbergia meyeri A.DC.: Sie kommt in den südafrikanischen Provinzen Nord- sowie Westkap vor. - Wahlenbergia microphylla (Adamson) Lammers: Von diesem Endemiten gibt es nur eine Aufsammlung aus den 1950er Jahren auf der Agulhas-Ebene. Dieser Fundort ist durch invasive Pflanzenarten bedroht. - Wahlenbergia minuta Brehmer: Dieser seltene Endemit gedeiht nur im Namaqualand „Klipkoppe-Buschland“. Sein kleines Areal wurde 2006 als nicht bedroht bewertet. - Wahlenbergia mollis Brehmer: Sie kommt nur in der südafrikanischen Provinz Westkap vor. - Wahlenbergia multicaulis Benth.: Sie kommt im südlichen Australien vor. - Wahlenbergia namaquana Sond.: Von diesem Endemiten gibt es keine Aufsammlungen seit etwa 70 Jahren. Die Fundorte liegen im Namaqualand, Kamiesberge nur im Nordkap. Es kann sein, dass er durch Überweidung auf Privatgeländen der Kamiesberge ist. - Wahlenbergia nana Brehmer: Sie kommt in Namibia und in der südafrikanischen Provinz Free State vor. - Wahlenbergia napiformis (A.DC.) Thulin: Sie kommt von der Zentralafrikanischen Republik bis Äthiopien und Namibia vor. - Wahlenbergia neorigida Lammers: Sie kommt in den südafrikanischen Provinzen Nord- sowie Ostkap vor. - Wahlenbergia neostricta Lammers: Sie kommt nur in der südafrikanischen Provinz Westkap vor. - Wahlenbergia nodosa (H.Buek) Lammers: Sie kommt in den südafrikanischen Provinzen Free State, West-, Nord- sowie Ostkap vor. - Wahlenbergia obovata Brehmer: Sie kommt nur in der südafrikanischen Provinz Westkap vor. - Wahlenbergia oligantha Lammers: Von diesem Endemiten gibt es keine Aufsammlungen seit etwa 70 Jahren. Die Fundorte liegen den Langebergen im Westkap. Es kann sein, dass ein Teil der Herbarbelege nicht zu dieser Art gehören. - Wahlenbergia oligotricha Schltr. & Brehmer: Sie kommt in den südafrikanischen Provinzen Nord- sowie Westkap vor. - Wahlenbergia oocarpa Sond.: Sie kommt nur in der südafrikanischen Provinz Ostkap vor. - Wahlenbergia orae Lammers (Syn.: Wahlenbergia littoralis Schltr. & Brehmer): Sie kommt nur in der südafrikanischen Provinz Ostkap vor. - Wahlenbergia oxyphylla A.DC. (Syn.: Wahlenbergia steingroeveri Engl.): Sie kommt in Namibia und in den südafrikanischen Provinzen Nord- sowie Westkap vor. - Wahlenbergia pallidiflora Hilliard & B.L.Burtt: Sie kommt nur in der südafrikanischen Provinz KwaZulu-Natal vor. - Wahlenbergia paludicola Thulin: Sie kommt von Kamerun bis ins westliche Äthiopien und ins südliche tropische Afrika vor und außerdem auf Madagaskar. - Wahlenbergia paniculata (L. f.) A.DC.: Sie kommt nur in der südafrikanischen Provinz Westkap vor. - Wahlenbergia papuana P.Royen: Sie kommt in Papua-Neuguinea vor. - Wahlenbergia parvifolia (P.J.Bergius) Lammers: Sie kommt nur in der südafrikanischen Provinz Westkap vor. - Wahlenbergia patula A.DC.: Sie kommt von Namibia bis in die südafrikanische Provinz Nordkap vor. - Wahlenbergia paucidentata Schinz: Sie ist in Lesotho und in den südafrikanischen Provinzen KwaZulu-Natal sowie Ostkap verbreitet. - Wahlenbergia pauciflora A.DC.: Sie kommt in den südafrikanischen Provinzen Nord- sowie Westkap vor. - Wahlenbergia peduncularis (Wall. ex A.DC.) Hook. f. & Thomson: Sie kommt im westlichen und im zentralen Himalaja vor. - Wahlenbergia perrieri Thulin: Sie kommt in Madagaskar vor. - Wahlenbergia perrottetii (A.DC.) Thulin: Sie kommt im tropischen Afrika, auf den Komoren, Madagaskar und von Französisch-Guayana bis ins nordöstliche Brasilien vor. - Wahlenbergia persimilis Thulin: Sie kommt in der Demokratischen Republik Kongo vor. - Wahlenbergia peruviana A.Gray: Sie kommt von Peru bis Argentinien vor. - Wahlenbergia petraea Thulin: Sie kommt nur in Burundi vor. - Wahlenbergia pilosa H.Buek: Von diesem Endemiten gibt es nur wenige Aufsammlung, von denen aber wohl einige falsch bestimmt wurden, aus dem Olifants River-Tal im Westkap. - Wahlenbergia pinifolia N.E.Br.: Sie kommt nur in der südafrikanischen Provinz KwaZulu-Natal vor. - Wahlenbergia pinnata Compton: Sie kommt in Louwsburg und im Forbes Reef in Eswatini sowie KwaZulu-Natal vor. - Wahlenbergia planiflora P.J.Sm.: Es gibt zwei Unterarten. Sie kommen in Australien von südöstlichen Queensland bis Victoria vor. - Wahlenbergia polyantha Lammers: Sie gedeiht auf Sandebenen von Kleinmond bis Knysna Westkap. Die Bestände gehen durch Habitatverlust sowie -degradation und invasive Pflanzen zurück. - Wahlenbergia polycephala (Mildbr.) Thulin: Sie kommt in Tansania vor. - Wahlenbergia polyclada A.DC. (Syn.: Wahlenbergia pilosa A.DC.): Es sind nur zwei Aufsammlungen aus der Zeit vor 1945 bekannt, die in Klawer in Westafrika gesammelt wurden. - Wahlenbergia polyphylla Thulin: Sie kommt in der Demokratischen Republik Kongo vor. - Wahlenbergia polytrichifolia Schltr.: Es gibt zwei Unterarten: - Wahlenbergia polytrichifolia subsp. dracomontana Hilliard & B.L.Burtt: Sie ist in Lesotho und in den südafrikanischen Provinzen KwaZulu-Natal sowie Ostkap verbreitet. - Wahlenbergia polytrichifolia Schltr. subsp. polytrichifolia: Sie kommt nur in der südafrikanischen Provinz Westkap vor. - Wahlenbergia preissii de Vriese: Sie kommt im südlichen Australien vor. - Wahlenbergia procumbens (L. f.) A.DC.: Sie kommt in den südafrikanischen Provinzen Ost- sowie Westkap vor. - Wahlenbergia prostrata E.Mey. ex A.DC.: Sie ist von Namibia bis zur südafrikanischen Provinz Nordkap verbreitet. - Wahlenbergia psammophila Schltr.: Sie ist von Namibia bis zur südafrikanischen Provinz Nordkap verbreitet. - Wahlenbergia pseudoandrosacea Brehmer: Sie kommt in den südafrikanischen Provinzen Ost- sowie Westkap vor. - Wahlenbergia pseudoinhambanensis Brehmer: Sie ist von Namibia bis zur südafrikanischen Provinz Ostkap verbreitet. - Wahlenbergia pseudonudicaulis Brehmer: Sie ist von Namibia bis zur südafrikanischen Provinz Ostkap verbreitet. - Wahlenbergia pulchella Thulin: Es gibt sechs Unterarten. Sie kommen von Burundi bis Sambia vor. - Wahlenbergia pulvillus-gigantis Hilliard & B.L.Burtt: Sie kommt in Lesotho und in der südafrikanischen Provinz KwaZulu-Natal vor. - Wahlenbergia pusilla Hochst. ex A.Rich.: Sie kommt von Äthiopien bis Tansania vor. - Wahlenbergia pygmaea Colenso: Es gibt drei Unterarten, die alle nur auf der Nordinsel Neuseelands vorkommen. - Wahlenbergia pyrophila Lammers: Sie kommt nur in der südafrikanischen Provinz Westkap vor. - Wahlenbergia quadrifida (R.Br.) A.DC.: Sie kommt in Australien vor. - Wahlenbergia queenslandica Carolin ex P.J.Sm.: Sie kommt in Australien vor. - Wahlenbergia ramifera Brehmer: Sie kommt nur in der südafrikanischen Provinz Westkap vor. - Wahlenbergia ramosa G.Simpson: Sie kommt in Neuseeland vor. - Wahlenbergia ramosissima (Hemsl.) Thulin: Es gibt sieben Unterarten. Sie kommen von Tansania bis ins südliche tropische Afrika vor. - Wahlenbergia rara Schltr. & Brehmer: Sie kommt nur in der südafrikanischen Provinz Nordkap vor. - Wahlenbergia rhytidosperma Thulin: Sie kommt in den südafrikanischen Provinzen Limpopo sowie Mpumalanga vor. - Wahlenbergia riversdalensis Lammers: Von diesem Endemiten ist nur ein Fundort am Garcia's Pass in den Langebergen bekannt. Invasive Pflanzenarten führen zum fortlaufenden Rückgang des Bestandes. In der Roten Liste der bedrohten Pflanzenarten wurde diese Art 2006 als „Critically Endangered“ = „vom Aussterben bedroht“ bewertet. - Wahlenbergia rivularis Diels (Syn.: Wahlenbergia tysonii Zahlbr.): Sie ist in den südafrikanischen Provinzen Ostkap, Free State, KwaZulu-Natal sowie Mpumalanga verbreitet. - Wahlenbergia roelliflora Schltr. & Brehmer: Sie kommt nur in der südafrikanischen Provinz Nordkap vor. - Wahlenbergia roxburghii A.DC. (Syn.:Wahlenbergia burchellii A. DC.): Diese Art kam früher auf St. Helena vor, ist aber seit dem 19. Jahrhundert ausgestorben. - Wahlenbergia rubens (H.Buek) Lammers: Es gibt zwei Varietäten: - Wahlenbergia rubens var. brachyphylla (Adamson) W.G.Welman: Sie kommt nur in der südafrikanischen Provinz Westkap vor. - Wahlenbergia rubens (H.Buek) Lammers var. rubens: Sie kommt in den südafrikanischen Provinzen Ost- sowie Westkap vor. - Wahlenbergia rubioides (Banks ex A.DC.) Lammers: Es gibt zwei Varietäten: - Wahlenbergia rubioides (Banks ex A.DC.) Lammers var. rubioides: Sie kommt nur in der südafrikanischen Provinz Westkap vor. - Wahlenbergia rubioides var. stokoei (Adamson) W.G.Welman: Sie kommt nur in der südafrikanischen Provinz Westkap vor. - Wahlenbergia rupestris G.Simpson: Sie kommt auf der Nord- und Südinsel Neuseelands vor. - Wahlenbergia rupicola G.T.Plunkett & J.J.Bruhl: Sie kommt in New South Wales vor. - Wahlenbergia saxicola (R.Br.) A.DC.: Dieser Endemit kommt nur in Tasmanien vor. - Wahlenbergia saxifragoides Brehmer: Sie kommt nur in der südafrikanischen Provinz Westkap vor. - Wahlenbergia schistacea Brehmer: Sie kommt nur in der südafrikanischen Provinz Westkap vor. - Wahlenbergia schlechteri Brehmer: Sie kommt nur in der südafrikanischen Provinz Nordkap vor. - Wahlenbergia schwackeana Zahlbr.: Sie kommt im brasilianischen Bundesstaat Minas Gerais vor. - Wahlenbergia scopella Brehmer: Sie kommt nur in der südafrikanischen Provinz Westkap vor. - Wahlenbergia scopulicola Carolin ex P.J.Sm.: Sie kommt vom südöstlichen Queensland bis ins nordöstliche New South Wales vor. - Wahlenbergia scottii Thulin: Sie kommt von Kenia bis Tansania vor. - Wahlenbergia serpentina Brehmer: Sie kommt nur in der südafrikanischen Provinz Westkap vor. - Wahlenbergia sessiliflora Brehmer: Sie kommt nur in der südafrikanischen Provinz Westkap vor. - Wahlenbergia silenoides Hochst. ex A.Rich.: Sie kommt von Nigeria bis Äthiopien und Tansania vor. - Wahlenbergia sonderi Lammers: Sie kommt in den südafrikanischen Provinzen Nord- sowie Westkap vor. - Wahlenbergia songeana Thulin: Sie kommt in Tansania vor. - Wahlenbergia sphaerica Brehmer: Sie kommt nur in der südafrikanischen Provinz Westkap vor. - Wahlenbergia squamifolia Brehmer: Sie ist in Eswatini und in den südafrikanischen Provinzen Free State, Gauteng, KwaZulu-Natal, Limpopo sowie Mpumalanga verbreitet. - Wahlenbergia squarrosa Brehmer: Sie kommt nur in der südafrikanischen Provinz Nordkap vor. - Wahlenbergia stellarioides Cham.: Sie kommt in den südafrikanischen Provinzen Ostkap sowie KwaZulu-Natal vor. - Wahlenbergia stricta (R.Br.) Sweet: Sie ist mit zwei Unterarten im östlichen und südöstliche Australien verbreitet. - Wahlenbergia subaphylla (Baker) Thulin: Es gibt drei Unterarten. Sie kommen von Tansania bis in südliche tropische Afrika und auf Madagaskar vor. - Wahlenbergia subfusiformis Brehmer: Sie kommt nur in der südafrikanischen Provinz Limpopo vor. - Wahlenbergia subpilosa Brehmer: Sie kommt nur in der südafrikanischen Provinz Westkap vor. - Wahlenbergia subrosulata Brehmer: Sie kommt nur in der südafrikanischen Provinz Nordkap vor. - Wahlenbergia subtilis Brehmer: Sie kommt nur in der südafrikanischen Provinz Westkap vor. - Wahlenbergia subulata (L'Hér.) Lammers: Es gibt drei Varietäten: - Wahlenbergia subulata var. congesta (Adamson) W.G.Welman: Von diesem Endemiten ist nur ein Fundort am Cape Infanta im Westkap bekannt. Dieser Bestand ist durch Entwicklung des Küstenbereiches und invasive Pflanzenarten gefährdet. - Wahlenbergia subulata (L'Hér.) Lammers var. subulata: Sie kommt nur in der südafrikanischen Provinz Westkap vor. - Wahlenbergia subulata var. tenuifolia (Adamson) W.G.Welman: Dieser Endemit kommt nur am Franschhoek-Pass und Hawaqua Peak im Westkap vor. Die wohl natürlich seltene Art wurde zuletzt 1955 gesammelt. - Wahlenbergia subumbellata Markgr.: Sie ist von Namibia bis zur südafrikanischen Provinz Nordkap verbreitet. - Wahlenbergia suffruticosa Cupido: Sie wurde 2011 durch C. N. Cupido in CAMPANULACEAE: A new species of Wahlenbergia from Western Cape, South Africa. in Bothalia, Volume 41, Issue 1, S. 178–181 erstbeschrieben. Dieser Endemit kommt nur in Chatsworth bei Malmesbury im Westkap vor. Es ist nur ein Fundort mit weniger als 50 blühfähigen Exemplaren bekannt. Er gedeiht im Fynbos auf einer gutdrainierten Sandebene. Der Habitatverlust hauptsächlich durch Ausweitung der Landwirtschaft beträgt in diesem Gebiet in den letzten 75 Jahren etwa 80 %. Es wird geschätzt, dass der Bestand weiter zurückgeht. In der Roten Liste der gefährdeten Pflanzenarten wurde diese Art als „Critically Endangered“ = „vom Aussterben bedroht“ bewertet. - Wahlenbergia telfordii G.T.Plunkett & J.J.Bruhl: Sie kommt in New South Wales vor. - Wahlenbergia tenella (L. f.) Lammers: Es gibt drei Varietäten: - Wahlenbergia tenella var. palustris (Adamson) W.G.Welman: Sie kommt nur in der südafrikanischen Provinz Westkap vor. - Wahlenbergia tenella var. stokoei (Adamson) W.G.Welman: Sie kommt nur in der südafrikanischen Provinz Westkap vor. - Wahlenbergia tenella (L. f.) Lammers var. tenella: Sie kommt in den südafrikanischen Provinzen Ost- sowie Westkap vor. - Wahlenbergia tenerrima (H.Buek) Lammers: Es gibt zwei Varietäten: - Wahlenbergia tenerrima var. montana (Adamson) W.G.Welman: Sie kommt nur in der südafrikanischen Provinz Westkap vor. - Wahlenbergia tenerrima (H.Buek) Lammers var. tenerrima: Sie kommt in den südafrikanischen Provinzen Ost- sowie Westkap vor. - Wahlenbergia tenuiloba Thulin: Sie kommt in der Demokratischen Republik Kongo vor. - Wahlenbergia tenuis A.DC.: Sie ist von Botswana bis zur südafrikanischen Provinz Nordkap verbreitet. - Wahlenbergia tetramera Thulin: Dieser Endemit kommt nur in den zentralen Drakensbergen in KwaZulu-Natal. Es sind nur zwei Fundorte bekannt, aber er gilt nicht als gefährdet. Er ist ein Habitatspezialist auf subalpinen Grasland über Basalt in Höhenlagen von 2200 etwa Metern. - Wahlenbergia thulinii Lammers: Sie kommt nur in der südafrikanischen Provinz Westkap vor. - Wahlenbergia thunbergiana (H.Buek) Lammers: Sie ist von Namibia über die südafrikanischen Provinz Nordkap bis Westkap verbreitet. - Wahlenbergia thunbergii (Schult.) B.Nord.: Es gibt drei Varietäten: - Wahlenbergia thunbergii var. debilis (Sond.) B.Nord. (Syn.: Wahlenbergia uitenhagensis var. debilis (Sond.) W.G.Welman): Sie kommt in Südafrika vor. - Wahlenbergia thunbergii var. filifolia (Adamson) B.Nord. (Syn.: Wahlenbergia uitenhagensis var. filifolia (Adamson) W.G.Welman): Dieser seltene Endemit kommt nur von den Groot Winterhoek Bergen nördliche von Uitenhage bis in fast Makhanda im Ostkap vor. Es handelt sich um einen Habitatspezialisten im Albany-Dickicht auf alluvialen Böden in der Nähe von Flüssen. Es sind nur fünf Fundorte bekannt und die Bestände scheinen abzunehmen (letzte Erhebung 2007). - Wahlenbergia thunbergii (Schult.) B.Nord. var. thunbergii (Syn.: Wahlenbergia uitenhagensis (H.Buek) Lammers var. uitenhagensis): Sie kommt in Südafrika vor. - Wahlenbergia tibestica Quézel: Sie kommt im Tibesti-Gebirge in Tschad vor. - Wahlenbergia tomentosula Brehmer: Sie kommt nur in der südafrikanischen Provinz Westkap vor. - Wahlenbergia tortilis Brehmer: Sie kommt nur in der südafrikanischen Provinz Mpumalanga vor. - Wahlenbergia transvaalensis Brehmer: Sie kommt nur in der südafrikanischen Provinz Mpumalanga vor. - Wahlenbergia tsaratananae Thulin: Sie kommt in Madagaskar vor. - Wahlenbergia tuberosa Hook. f.: Dieser Endemit kommt nur auf den Juan-Fernández-Inseln vor. - Wahlenbergia tumida Brehmer: Sie ist nur von zwei Aufsammlungen von 1954 aus der Bokkeveld-Schichtstufe und Vanrhynsdorp im Nord- sowie Westkap bekannt. - Wahlenbergia tumidifructa P.J.Sm.: Sie kommt in Australien vor. - Wahlenbergia umbellata (Adamson) Lammers: Dieser Endemit ist nur von einem Fundort in den Küstensanden von Lambert's Bay im Westkap bekannt. Dieses Habitat ist durch Entwicklung des Küstenbereiches und Kartoffelfelder bedroht. - Wahlenbergia undulata (L. f.) A.DC.: Sie ist von Tansania bis ins südliche Afrika und Madagaskar weitverbreitet. - Wahlenbergia unidentata (L. f.) Lammers: Sie kommt in den südafrikanischen Provinzen Ost- sowie Westkap vor. - Wahlenbergia upembensis Thulin: Sie kommt von der Demokratischen Republik Kongo bis Sambia vor. - Wahlenbergia urcosensis E.Wimm.: Sie kommt in Peru vor. - Wahlenbergia verbascoides Thulin: Sie kommt in Angola vor. - Wahlenbergia vernicosa J.A.Petterson: Sie kommt auf Neuseelands Nordinsel, auf den Kermadecinseln, den Chathaminseln und in Tonga vor. - Wahlenbergia victoriensis P.J.Sm.: Sie kommt im südöstlichen Australien vor. - Wahlenbergia violacea J.A.Petterson: Sie kommt in Neuseeland vor. - Wahlenbergia virgata Engl. (Syn.: Wahlenbergia subnuda Conrath): Sie ist von Äthiopien bis ins südliche Afrika weitverbreitet. - Wahlenbergia virgulta Brehmer: Sie kommt nur in der südafrikanischen Provinz Ostkap vor. - Wahlenbergia welwitschii (A.DC.) Thulin: Sie kommt in Angola vor. - Wahlenbergia wittei Thulin: Sie kommt in der Demokratischen Republik Kongo vor. - Wahlenbergia wyleyana Sond.: Sie kommt nur in der südafrikanischen Provinz Nordkap vor. |

## Weiterführende Literatur
- M. R. Weslford, S. D. Johnson: Solitary and social bees as pollinators of Wahlenbergia (Campanulaceae): single-visit effectiveness, overnight sheltering and responses to flower colour. Arthropod — Plant Interactions, 2011. doi:10.1007/S11829-011-9149-0

- Karte mit allen verlinkten Seiten:
- OSM |
- WikiMap